# Thisisme Then: The Best of Common
Albums de Common
Finding Forever
(2007) Universal Mind Control
(2008)
Thisisme Then: The Best of Common est une compilation de Common, sortie le 27 novembre 2007.
Ce best of se concentre principalement sur les trois premiers albums du rappeur de Chicago, tous trois publiés chez Relativity Records : Can I Borrow a Dollar? (1992), Resurrection (1994) et One Day It'll All Make Sense (1997)
Cette compilation exclut donc le travail de Common avec le collectif des Soulquarians et notamment ses nombreuses collaborations avec le producteur décédé en 2006, Jay Dee.
Une version LP a été éditée le 8 janvier 2008.
L'album s'est classé 34e au Top Independent Albums et 62e au Top R&B/Hip-Hop Albums.

## Liste des titres
| No  | Titre                                                                                           | Album original                                   | Durée |
| --- | ----------------------------------------------------------------------------------------------- | ------------------------------------------------ | ----- |
| 1.  | Take It EZ (Produit par 2 pc. DRK)                                                              | Can I Borrow a Dollar?                           | 4:10  |
| 2.  | Breaker 1/9 (Produit par Immenslope)                                                            | Can I Borrow a Dollar?                           | 4:03  |
| 3.  | Soul by the Pound (Produit par Immenslope)                                                      | Can I Borrow a Dollar?                           | 4:21  |
| 4.  | Charms Alarm (Produit par Immenslope)                                                           | Can I Borrow a Dollar?                           | 4:31  |
| 5.  | Heidi Hoe (Produit par The Beatnuts)                                                            | Can I Borrow a Dollar?                           | 4:31  |
| 6.  | I Used to Love H.E.R. (Produit par No I.D.)                                                     | Resurrection                                     | 4:40  |
| 7.  | Book of Life (Produit par No I.D.)                                                              | Resurrection                                     | 5:06  |
| 8.  | Resurrection (Produit par No I.D.)                                                              | Resurrection                                     | 3:48  |
| 9.  | Thisisme (Produit par No I.D.)                                                                  | Resurrection                                     | 4:55  |
| 10. | Retrospect for Life (featuring Lauryn Hill – Produit par James Poyser et No I.D.)               | One Day It'll All Make Sense                     | 5:24  |
| 11. | Reminding Me (Of Sef) (featuring Chantay Savage – Produit par Ynot)                             | One Day It'll All Make Sense                     | 4:56  |
| 12. | All Night Long (featuring Erykah Badu – Produit par The Roots)                                  | One Day It'll All Make Sense                     | 5:48  |
| 13. | G.O.D. (Gaining One's Definition) (featuring Cee Lo Green – Produit par No I.D. et Spike Rebel) | One Day It'll All Make Sense                     | 4:48  |
| 14. | Stolen Moments, Pt. 3 (featuring Q-Tip – Produit par No I.D.)                                   | One Day It'll All Make Sense                     | 2:32  |
| 15. | High Expectations (Produit par No I.D.)                                                         | Bande originale du documentaire Soul in the Hole | 6:47  |